# Hoplandria klimaszewskii
Hoplandria klimaszewskii är en skalbaggsart som beskrevs av François Génier 1989. Hoplandria klimaszewskii ingår i släktet Hoplandria och familjen kortvingar. Inga underarter finns listade i Catalogue of Life.